# قاسم ضیا
قاسم ضیا (انگلیسی: Qasim Zia؛ زادهٔ  ۷ اوت ۱۹۶۱) بازیکن هاکی روی چمن اهل پاکستان بود.
وی در مسابقات کشوری و بین‌المللی در مجموع برندهٔ ۱ مدال طلا شده‌است.